# تصديق

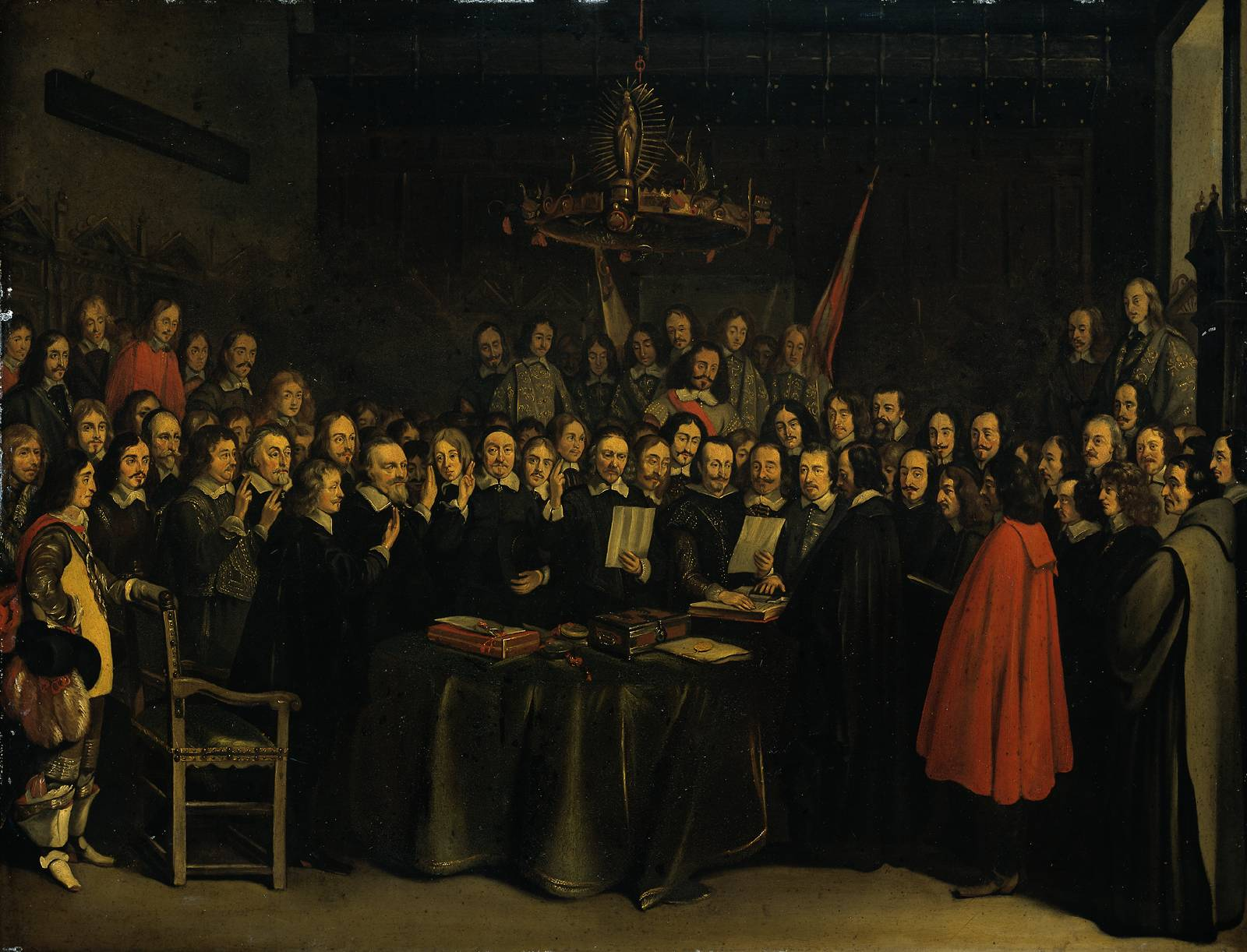

التصديق في علم المنطق هو إدراك مشتمل على حكم، فهو إدراك مشتمل على الإثبات أو النفي، مضافا إلى الإذعان واليقين بثبوت الشيء أو ثبوت شيء لشيء، والحكم بمطابقة النسبة للواقع أو عدم مطابقتها له. ومثاله: الله موجود، الإنسان عنده روح، المناخ حار. والتصديق لا يتعلق بالمفردات بل بالنسبة الرابطة بين مفردة وأخرى كالمبتدأ والخبر، أو الموضوع والمحمول. إذن فالتصديق يستلزم أن يتقدمه ثلاثة تصورات، الأول: تصور الموضوع؛ وهو الله في مثالنا، والثاني: تصور المحمول؛ وهو الوجود في مثالنا، والثالث: تصور النسبة؛ وهو تصور العلاقة بين الله والوجود. ويكون التصديق هو الاعتقاد بصحة هذه العلاقة أو عدم صحتها.
وينقسم التصديق إلى:
- تصديق ضروري: وهو تصديق البديهي الذي لا يتطلب تفكيرًا، كالتصديق بأن الواحد نصف الإثنين، وأن الكل أعظم من الجزء.
- تصديق نظري: وهو تصديق غير البديهي والذي يتطلب تفكيرًا، كتصديقنا بأن الله موجود، والأرض متحركة.